# Dendropsyche venezuelae
Dendropsyche venezuelae är en fjärilsart som beskrevs av Davis 1975. Dendropsyche venezuelae ingår i släktet Dendropsyche och familjen säckspinnare. Inga underarter finns listade i Catalogue of Life.